# Michael Leeson
Pour les articles homonymes, voir Leeson.
Michael J. Leeson est un scénariste et producteur américain, né le 6 mai 1947 à Tucson (Arizona).

## Biographie
Michael Leeson commence à écrire des scénarios en 1972, pour la télévision, avec Love, American Style. En 1974, il est le scénariste des Jours heureux (Happy Days). Sa première participation à un film sorti en salles est pour The Survivors, en 1983, mais son film le plus célèbre est La Guerre des Rose, en 1989. Il obtient deux Emmy, en 1981 et 1985. En 1984, il crée, avec Bill Cosby et Ed. Weinberger, la série télévisée Cosby Show et, en 1987, la sitcom télévisée I Married Dora, qui traite de la question des mariages blancs. Cette dernière, diffusée sur ABC, est annulée à la moitié de la première saison, à cause de sa faible audience. Il est également le créateur de la série télévisée Twenty Good Years, pour Warner Bros, en 2006, et de la sitcom The Bill Engvall Show, en 2007.

## Récompenses
Michael Leeson a été sélectionné pour deux Emmy, en 1979, dans la catégorie Comédie, pour l'épisode Blind Date, de Taxi (1978), et en 1980, dans la catégorie Séries comiques, pour l'épisode The First Day, de The Associates (1979). En 1982, sa musique pour For Your Eyes Only est sélectionnée pour l'Oscar et le Golden Globe. Il est aussi sélectionné, en 1991, dans la catégorie Meilleure adaptation cinématographique, pour La Guerre des Rose (The War of the Roses) (1989).
Il a reçu les récompenses suivantes :
- 1979 : Prix Humanitas, catégorie 30 minutes, pour Taxi (1978).
- 1981 : Emmy, catégorie Meilleur scénario pour une série comique, pour l'épisode Tony's Sister and Jim, de Taxi (1978).
- 1985 : Emmy, catégorie Meilleur scénario pour une série comique, pour le premier épisode de Cosby Show (1984), prix partagé avec Ed. Weinberger.
- 1990 : BMI TV Music Award, pour Grand, prix partagé avec Tom Snow.

## Filmographie

### Scénariste

#### Télévision
- 1972-1973 : Love, American Style
- 1972-1974 : The Odd Couple
- 1973 : All in the Family
- 1973-1974 : The Partridge Family
- 1974 : Les jours heureux (Happy Days)
- 1975 : The Mary Tyler Moore Show
- 1975-1976 : Phyllis
- 1975-1976 : Rhoda
- 1977 : Mixed Nuts
- 1978 : Fast Lane Blues
- 1978-1980 : Taxi
- 1979-1980 : The Associates
- 1981 : Best of the West
- 1983 : When Your Lover Leaves
- 1984-1992 : Cosby Show de Jay Sandrich, Tony Singletary et Carl Lauten
- 1987 : I Married Dora
- 1990 : Grand
- 2006 : Twenty Good Years de Terry Hughes
- 2007-2009 : The Bill Engvall Show

#### Cinéma
- 1972 : Love and the Ghost
- 1972 : The Odd Father
- 1973 : Love and the Mind Reader
- 1973 : The Exorcists
- 1973 : The Partridge Connection
- 1973 : The Selling of the Partridge
- 1973 : Diary of a Mad Millionaire
- 1973 : Reuben Kincaid Lives
- 1974 : Different Drummer
- 1974 : Art for Mom's Sake
- 1974 : Hardware Jungle
- 1974 : Great Expectations
- 1974 : Richie's Car
- 1974 : Who's Sorry Now?
- 1978 : Blind Date
- 1979 : Alex Tastes Death and Finds a Nice Restaurant
- 1980 : Tony's Sister and Jim
- 1983 : The Survivors de Michael Ritchie
- 1989 : La Guerre des Rose (The War of The Roses) de Danny DeVito

### Coscénariste
- 1982 : Jekyll and Hyde... Together Again de Jerry Belson
- 1994 : L'Amour en équation (I.Q.) de Fred Schepisi
- 2000 : De quelle planète viens-tu ? (What Planet Are You From?) de Mike Nichols
- 2002 : Le Smoking (The Tuxedo) de Kevin Donovan

### Préproduction
- 2007 : I Married a Witch de Danny DeVito.

### Producteur assistant
- 1989 : La Guerre des Rose (The War of The Roses) de Danny DeVito

### Producteur délégué
- 1987 : I Married Dora

### Coproducteur
- 2006 : Twenty Good Years de Terry Hughes

### Compositeur
- 1982 : For Your Eyes Only', chanson interprétée par Sheena Easton.
- 1985 : Widows 2, chanson du générique final.

## Discographie
- 1980 : One Man Woman

1980
One Man Woman, de Sheena Easton, EMI.
Sheena Easton, de Sheena Easton, EMI America.
- 1981 : Take My Time, de Sheena Easton, EMI.
- 1981 :  Now You're Dancing

Chasanova de Chas Jankel, A&M Records.
Questionnaire, de Chas Jankel, A&M Records.
- 1981 : Just Another Broken Heart

Just Another Broken Heart, par Sheena Easton, EMI.
You Could Have Been With Me, de Sheena Easton, EMI.
- 1981 : Family Of One, dans You Could Have Been With Me, de Sheena Easton, EMI.
- 1981 For Your Eyes Only

1981
James Bond Greatest Hits, EMI Electrola.
For Your Eyes Only, de Sheena Easton, EMI.
For Your Eyes Only (Original Motion Picture Soundtrack), de Bill Conti, Pathé Marconi EMI.
The Hit Sensation, K-Tel.
1983 
Disco Bond, de The Frank Barber Orchestra, PRT Records.
Version tchèque : Jsem Stále Stejná, dans Zrychlený Dech, de Helena Vondráčková, Supraphon.
1984 Presents Wersi DX Series - Das Digitale Klangwunder, de Curt Prina, Wersi.
- 1982 : If It Takes Me All Night, dans Crashing Down, de The Nolans, Epic.
- 1982 : Loner, dans Are You Man Enough, de Sheena Easton, EMI.
- 1982 : Ice Out In The Rain, dans Madness, Money And Music, de Sheena Easton, EMI America.
- 1983 : Visa Lite Mänsklighet, dans Främling, de Carola, Mariann Grammofon AB.
- 1984 : So Near To Chrismas, d'Alvin Stardust, Chrysalis.
- 1984 : Fool And His Money, de Tina B, Elektra.
- 1985 : Under Fire, dans Arrival, de Haywoode, CBS.
- 1985 : Roses

Roses, de Haywoode, CBS.
Red Light, de Patty Brard, Striped Horse.
- 1985 : No Man's Land, de Gerard Kenny, WEA .
- 1986 : I Hear Heartbeat et Words Into Action, de Jermaine Jackson pour l'album "Precious Moments", Arista Records (titres composés avec Peter Vale)[3],[4]